# Каменоломня (село)
Каменоло́мня (укр. Каменоломня, крымскотат.  Mamay) — село в Сакском районе Крыма (согласно административно-территориальному делению Украины входит в состав Суворовского сельского совета Автономной Республики Крым, согласно административно-территориальному делению РФ — в Суворовском сельском поселении Республики Крым).

## География

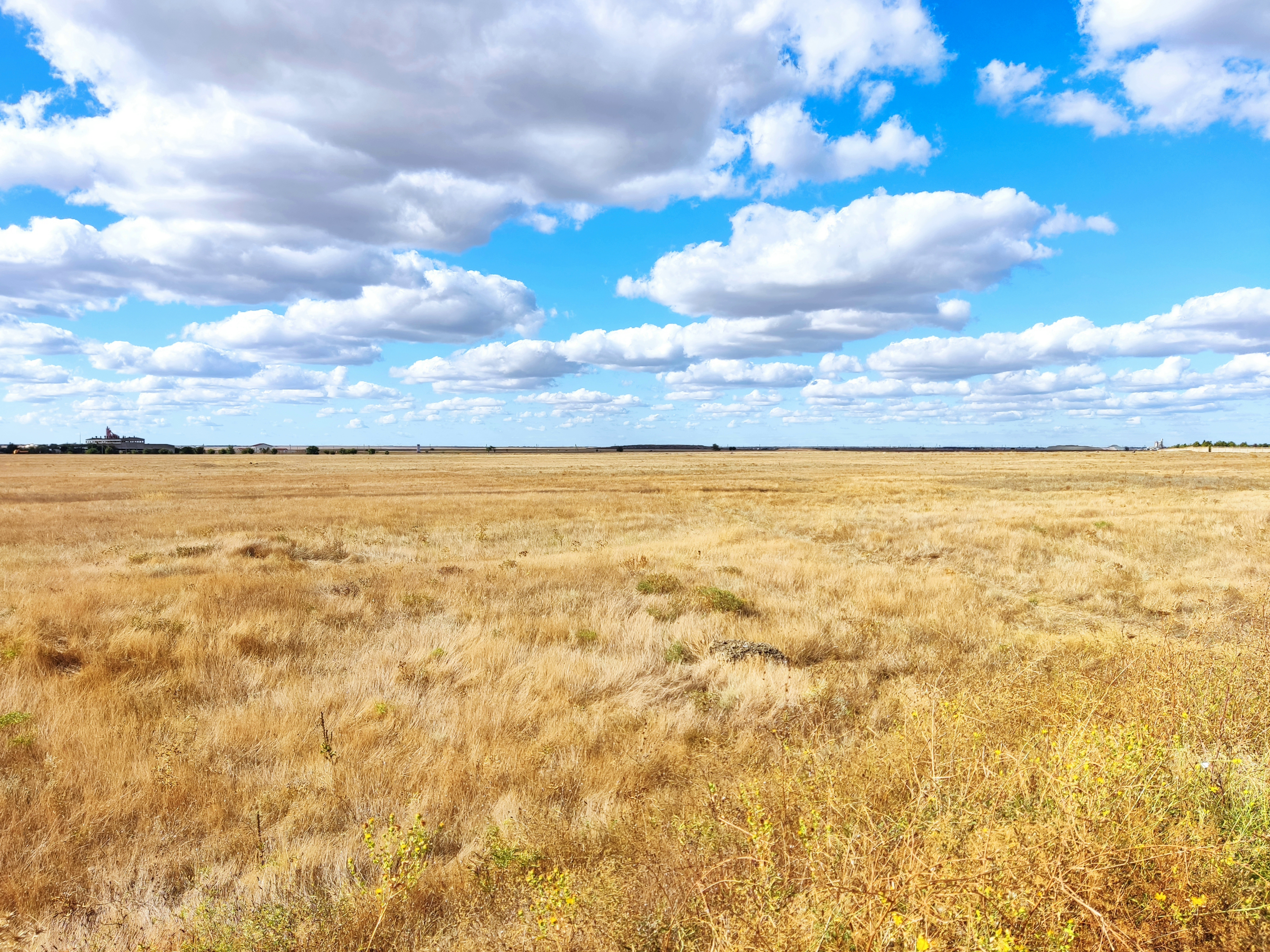
Степь у Каменоломни

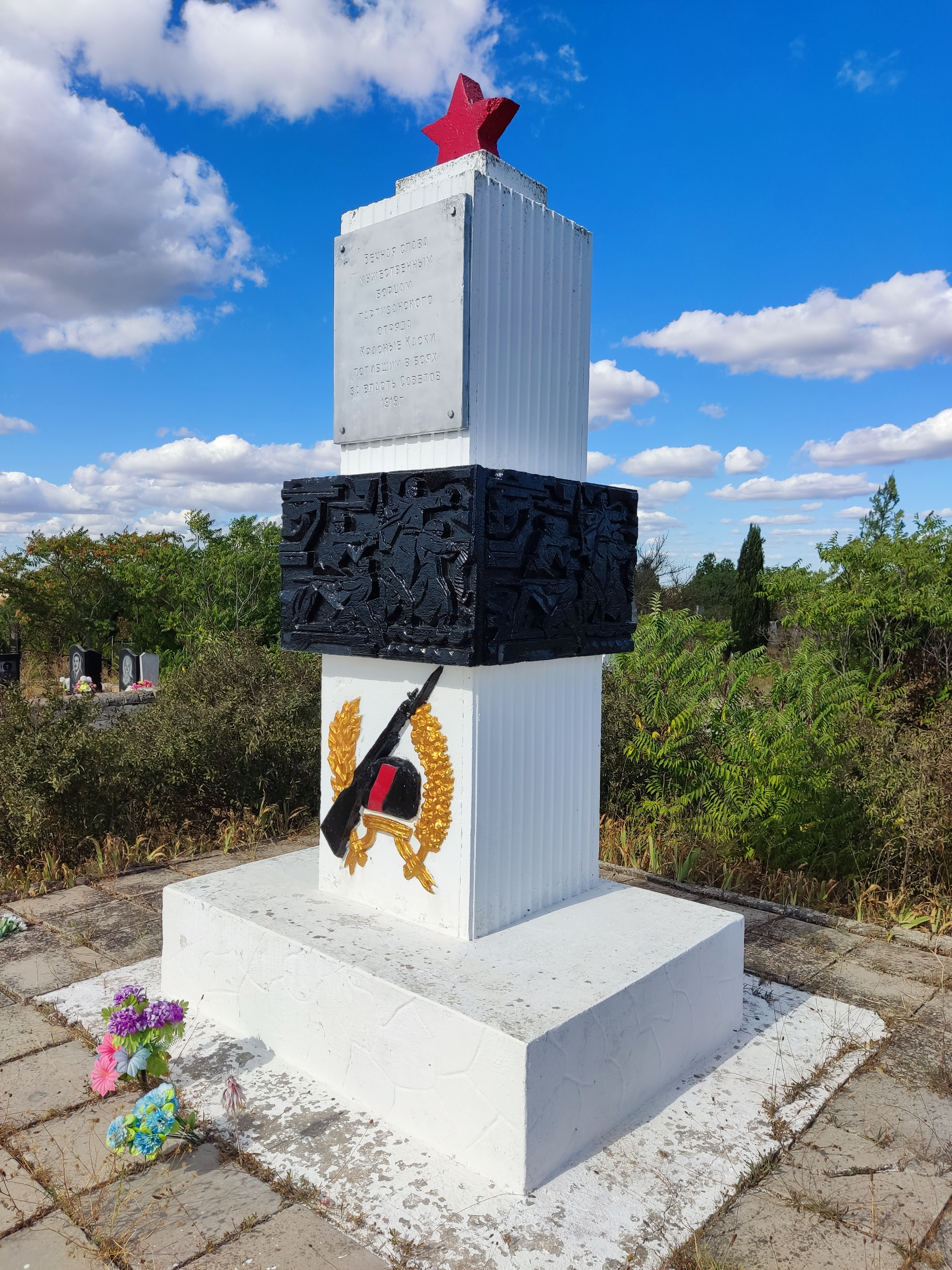
Братская могила бойцов отряда Красные каски

Каменоломня — село в центре района, в степной зоне Крыма, невдалеке от западного берега озера Сасык, высота над уровнем моря — 27 м. Соседние сёла: Лиманное — менее 1 км на запад и Суворовское — около 2 км на северо-запад. Расстояние до райцентра — около 26 километров (по шоссе), ближайшая железнодорожная станция — Евпатория в 11 километрах. Транспортное сообщение осуществляется по региональной автодороге 35Н-472 от шоссе 35К-015 Раздольное — Евпатория (по украинской классификации С-0-11224).

## История

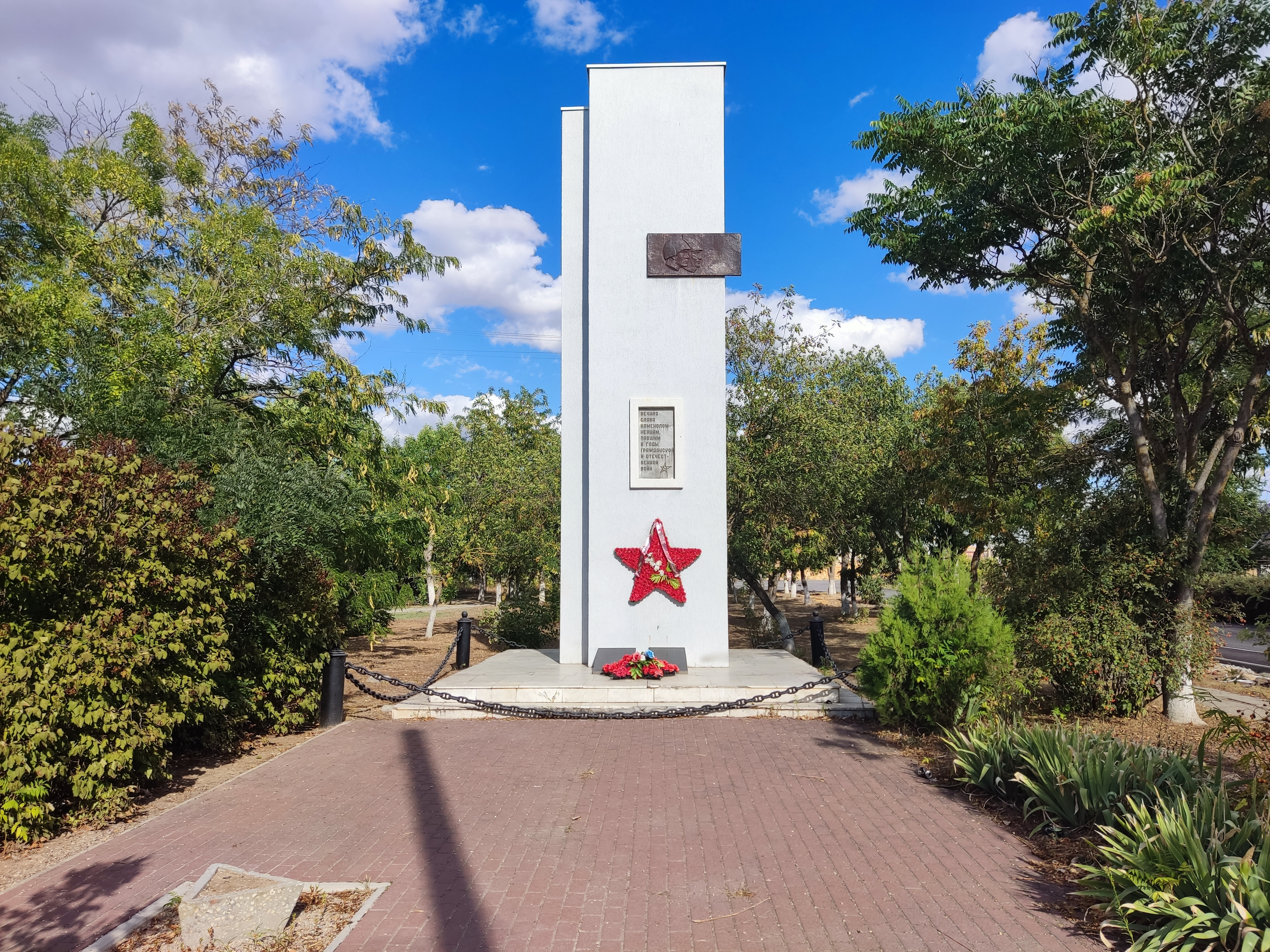
Памятный знак в честь воинов-односельчан, павших на фронтах Гражданской и Великой Отечественной войн

Добыча камня-ракушечника в Мамайских каменоломнях закрытого типа (на 9-метровой глубине) началась в 1898 году, видимо, с тех пор существовал и некий поселок рабочих каменоломен, но ни в одном известном источнике он не упоминается.
В годы гражданской войны в начале января 1919 года село было захвачено красно-зелёными партизанами отряда Красные каски под командованием И. Н. Петриченко (в белой историографии Богайская шайка). Их наступление на Евпаторию было отбито отрядом 1-го Симферопольского офицерского батальона с артиллерией под командованием капитана Н. И. Орлова. В последующих боях в окрестностях Богая и Орта-Мамая Красные каски были разгромлены. Время сооружения первого памятника на месте гибели отряда неизвестно, в 1952 году памятник был реконструирован. Постановлением Совета министров Республики Крым № 627 от 20 декабря 2016 года памятник отнесён к категории объектов культурно-исторического наследия России регионального значения.
Есть сведения, что в 1930-е годы велось активное строительство рабочего городка. По сведениям «Крымскотатарской энциклопедии», по данным всесоюзной переписи населения 1939 года в селе проживал 731 человек, но на двухкилометровке РККА 1942 года обозначен лишь карьер без жилых построек..Во время гражданской рабочие камнеломен сражались на севере Крыма в составе красногвардейских отрядов. В годы Великой Отечественной войны на фронтах сражались17 жителей села, 11 из них погибли, 3 человека награждены орденами и медалями. В честь всех павших в 1978 году в центре села установлен памятный, на котором выбиты фамилии погибших, также отнесённый к категорииобъектов культурно-исторического наследия регионального значения.
После освобождения Крыма от фашистов, 12 августа 1944 года было принято постановление № ГОКО-6372с «О переселении колхозников в районы Крыма» и в сентябре 1944 года в район приехали первые новосёлы (150 семей) из Киевской и Каменец-Подольской областей, а в начале 1950-х годов последовала вторая волна переселенцев из различных областей Украины. С 25 июня 1946 года — в составе Крымской области РСФСР, а 26 апреля 1954 года Крымская область была передана из состава РСФСР в состав УССР. Время определения посёлка центром Каменоломенского сельсовета пока не установлено: на 15 июня 1960 года он уже существовал. На 1968 год уже село Каменоломня в составе Суворовского сельсовета. По данным переписи 1989 года в селе проживало 1240 человек. С 12 февраля 1991 года село в восстановленной Крымской АССР, 26 февраля 1992 года переименованной в Автономную Республику Крым. С 21 марта 2014 года в составе Крыма аннексировано Россией.

## Современное состояние
На 2016 год в Каменоломне числится 39 улиц, 4 переулка и «5 километр Раздольненского шоссе»; на 2009 год, по данным сельсовета, село занимало площадь 261,6 гектара, на которой в 539 дворах числилось 1642 жителя. В селе действует средняя общеобразовательная школа, детский сад «Ромашка», библиотека, фельдшерско-акушерский пункт, действует Евпаторийский завод строительных материалов.

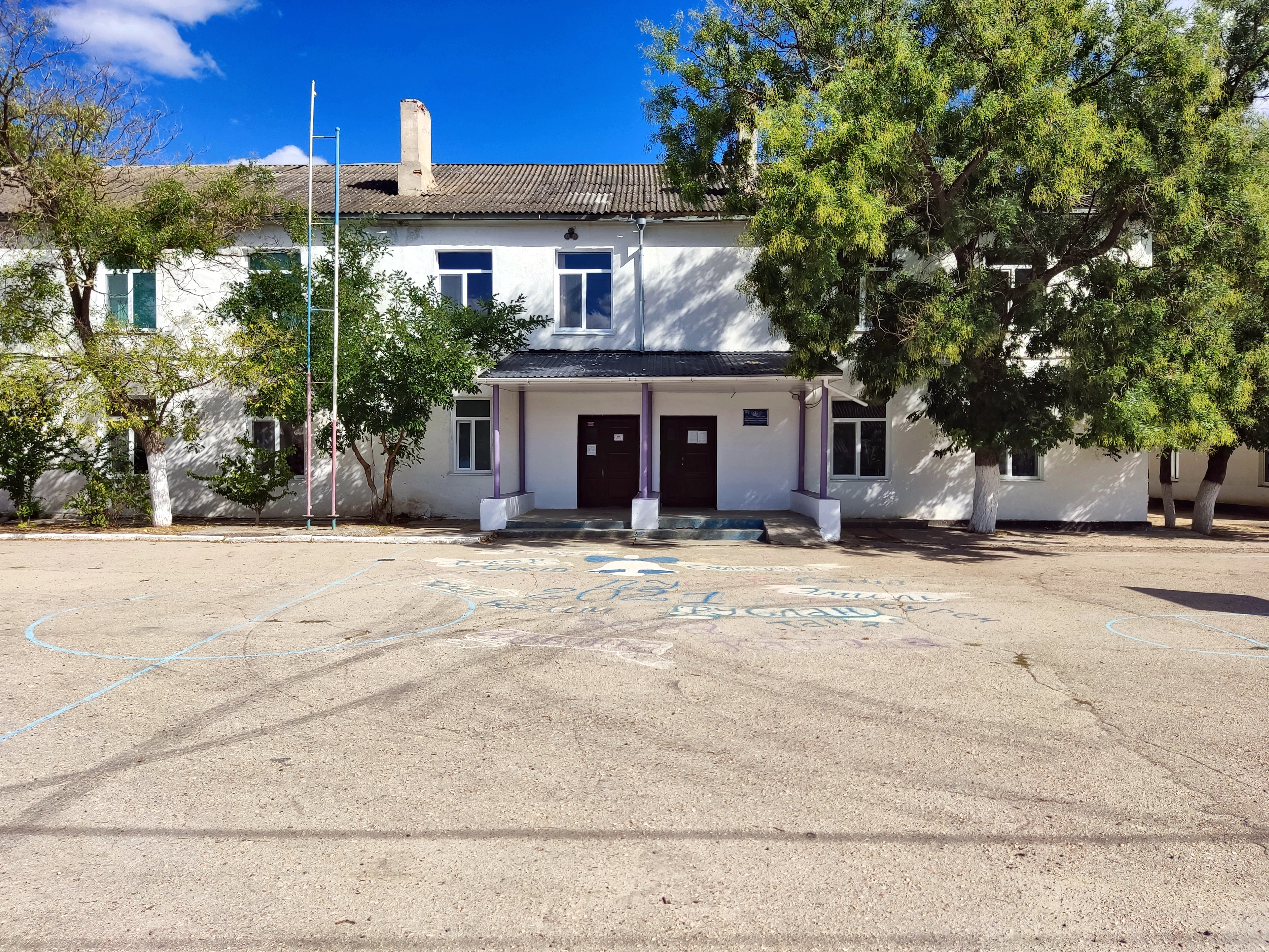
Школа
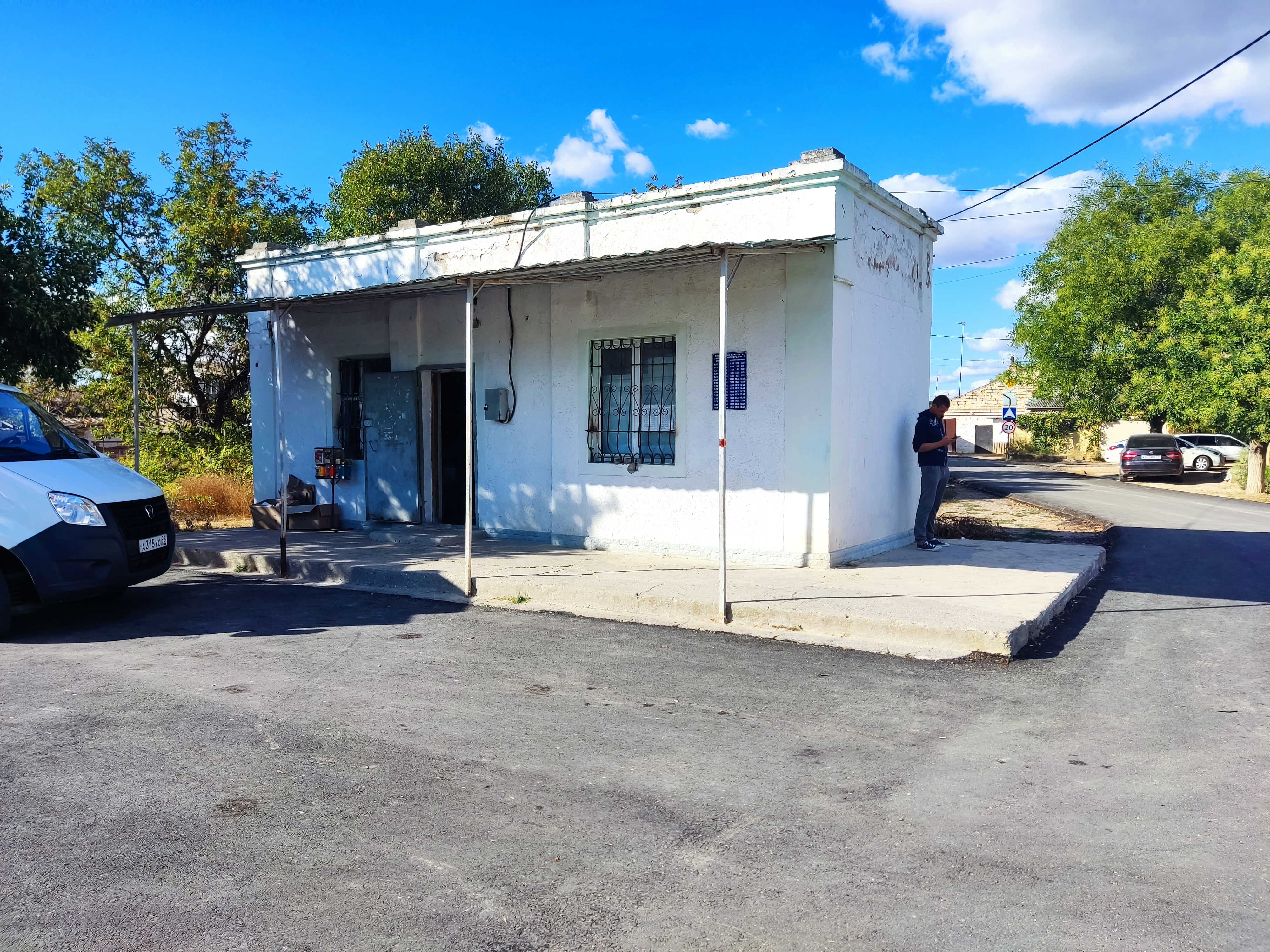
Продуктовый магазин
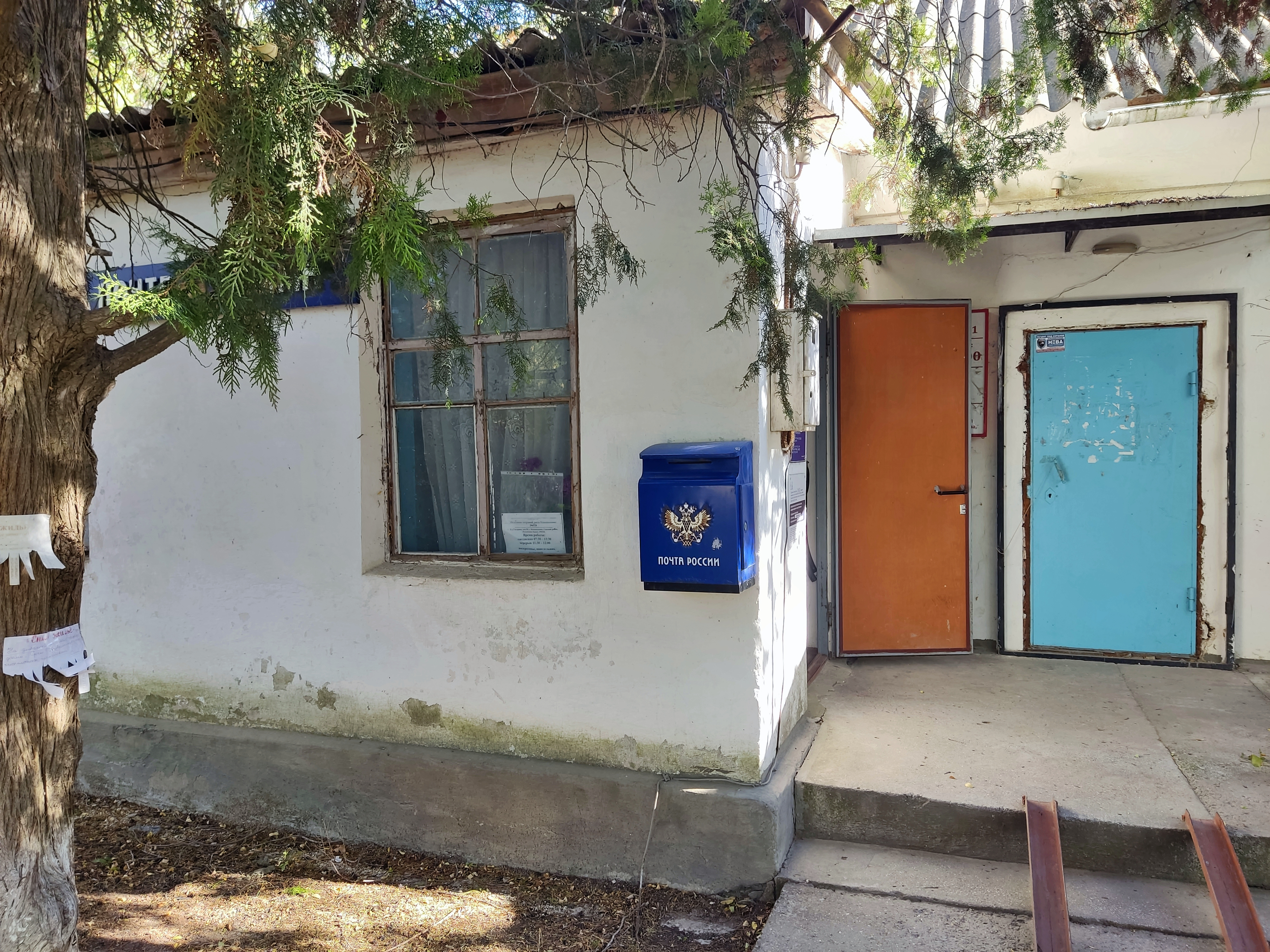
Почта
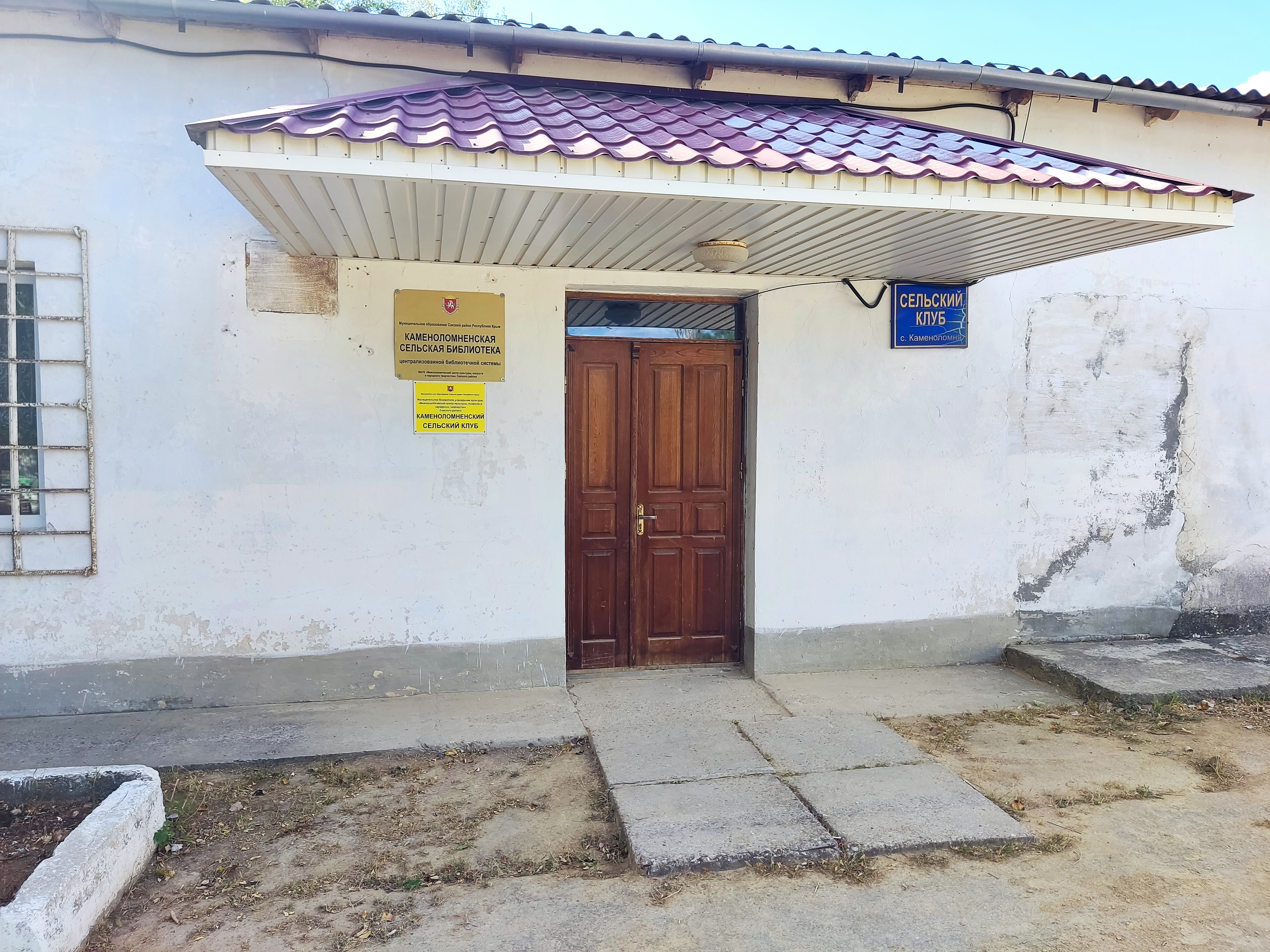
Сельский клуб и библиотека
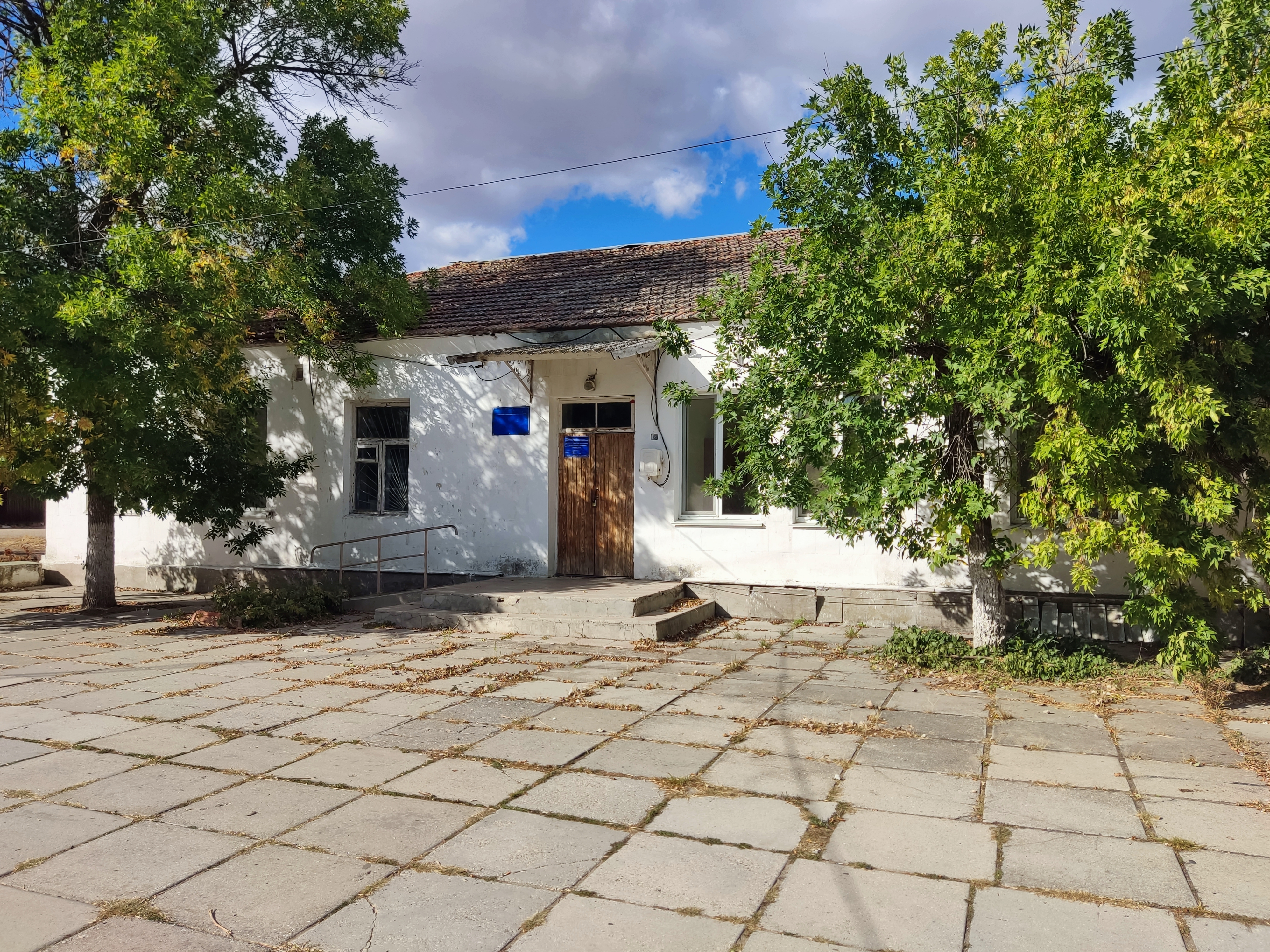
Отделение дневного пребывания Центра социального обслуживания граждан пожилого возраста и инвалидов

## Население
| 2001 | 2014  |
| ---- | ----- |
| 1622 | ↗1804 |

Всеукраинская перепись 2001 года показала следующее распределение по носителям языка
| Язык             | Процент |
| ---------------- | ------- |
| русский          | 55.86   |
| крымскотатарский | 34.83   |
| украинский       | 6.84    |
| другие           | 0.74    |

### Динамика численности
- 1939 год — 731 чел.[21]
- 1989 год — 1240 чел.[21]
- 2001 год — 1622 чел.[44]
- 2009 год — 1642 чел.[36]
- 2014 год — 1804 чел.[45]